# Elvira Scheich
Elvira Scheich (* 1953 in Hanau) ist eine deutsche Physikerin und Soziologin.

## Leben
Scheich studierte an der Goethe-Universität Frankfurt zunächst Physik (Diplom 1980). 1989 wurde sie mit der Dissertation Naturbeherrschung und Weiblichkeit: Denkformen und Phantasmen der modernen Naturwissenschaften promoviert.
Nach der Habilitation mit dem Werk einer Analyse zum soziologischen Wissenschaftsverständnis wirkte sie ab 2004 an der TU Berlin; teilweise wirkte sie als Gastprofessorin. Von 2013 bis 2018 lehrte sie als Professorin für Wissenschaftsgeschichte und Wissenschaftstheorie in der Physik unter besonderer Berücksichtigung der Geschlechterforschung am Fachbereich Physik der FU Berlin. Ihren damaligen Arbeitsschwerpunkt bilden Geschlechterstudien in Physik und Physikgeschichte, insbesondere zu Gender-Dimensionen in der Geschichte von Objektivität, zu Geschlechterverhältnissen in wissenschaftlichen Fachkulturen sowie in den kulturellen und politischen Kontexten von Energiefragen. Elvira Scheich lehrte auch am Centre for Gender Research der Universität Uppsala.
Scheich war mehrere Jahre Mitglied der Redaktion der Zeitschrift Wechselwirkung - Technik, Naturwissenschaft, Gesellschaft, die in Berlin verlegt wurde.